# Nops glaucus
Espèce
Synonymes
- Nops glauca Hasselt, 1887

Nops glaucus est une espèce d'araignées aranéomorphes de la famille des Caponiidae.

## Distribution
Cette espèce est endémique de Bonaire aux Pays-Bas caribéens.

## Description
La femelle holotype mesure 9,5 mm.

## Publication originale
- Hasselt, 1887 : Études sur le genre Nops. Tijdschrift voor entomologie, vol. 30, p. 67-86 (texte intégral).